# Agim Çeku
Agim Çeku (Ćuška, 29 de octubre de 1960) es un político kosovar que se desempeñó como primer ministro de Kosovo entre 2006 y 2008. Posteriormente, entre 2011 y 2014, ocupó el cargo de ministro de Fuerzas de Seguridad de aquel país, bajo la administración Isa Mustafa.
Çeku pertenece a la etnia albanesa. Sirvió como oficial en el Ejército croata durante la guerra contra la secesión de la denominada República de la Krajina Serbia, y fue comandante militar del Ejército de Liberación de Kosovo durante la guerra de Kosovo en 1999, y luego mandó el Cuerpo de Protección de Kosovo bajo la administración de las Naciones Unidas de Kosovo.

## Primeros años
Çeku nació en Ćuška (Qyshk en albano), un pueblo cerca de Peć, en ese tiempo parte de la Provincia autónoma de Kosovo y Metojia de la República Socialista de Serbia, República Socialista Federal de Yugoslavia.

## Acusaciones de crímenes de guerra
Fue acusado por genocidio ocurrido en 1999, cuando comandó el Ejército de Liberación de Kosovo. Ha ostentado todos los grados militares, formó parte del Ejército de Liberación Yugoslavo, del que desertó cuando era capitán y se unió al cuerpo de la Guardia Nacional Croata desde la que realizó su primer ataque contra el ejército al que pertenecía en 1991, en ese tiempo se le hicieron las primeras acusaciones por crímenes de guerra contra militares y civiles serbios.
A pesar de nunca haber sido acusado por el Tribunal Internacional para la ex Yugoslavia, su captura internacional es pedida por jueces de Serbia, por lo que fue arrestado en varias ocasiones por Interpol en distintos países, aunque ningún proceso tendiente a su extradición a ese país logró avanzar. En una ocasión, Colombia lo expulsó del país, donde se encontraba asistiendo a una conferencia, por protestas diplomáticas serbias en mayo de 2009.